# Малоруска колегия
Малоруската колегия (на руски: Малороссийская коллегия) е правителствен орган на военната и цивилната администрация на Руската империя в Казашкото хетманство през XVIII век (1722–27 г., 1764–86 г.). 
Името си води от историческо-географския регион Малорусия. 

## Първа малоруска колегия
Създадена е с указ на Петър Велики на 27 май 1722 г. и е устроена под формата на колегия (предшественическа форма на министерството), заменяйки дотогавашния Малоруски приказ.
Тя е била висша апелативна инстанция и административен контролен орган на руския държавен апарат в подвласното на Руската империя Казашко хетманство, което било управлявано по него време от хетман Скоропадски. След смъртта на Скоропадски на 14 юли 1722 г., Малоруската колегия поема голяма част от правомощията на хетманската длъжност, което е потвърдено с императорските укази от 27 април и 3 юли 1723 г. Функциите и власта на хетмана като държавен глава на Казашкото хетманство са сведени до минимум, а през 1764 г. изцяло премахнати.
Малоруската колегия се състояла от президент (наречен бригадир), шест члена (щаб-офицери от полковете на Руската империя, разположени в Малорусия) и един прокурор (избран измежду капитаните и капитан-поручиците на гвардията), като всички, освен президента, се сменяли ежегодно. Всички членове на колегията били назначавани от руския император или Управляващия сенат.
За разлика от предшестващата институция (Малоруския приказ), Малоруската колегия се намирала в Глухов вместо в Москва. По граждански въпроси колегията била отговорна пред Управляващия сенат, а по военни – пред главнокомандващия руските въоръжени сили в Хетманството. Работата на Колегията се ръководи от законите, разпоредбите и административните традиции на Руската империя.
След като Малоруската колегия се преврърнала в главния управляващ орган в Хетманството, тя провежа редица реформи на държавното устройство, насочени към подчинение на всички части на Хетманството под руската администрация, прилагане на руските закони и правни норми в Хетманството, уеднаквяване на указите на Хетманството с всеимперските стандарти. Малоруската колегия за първи път в пълен обем отправя събраните казашки данъци и финансови средства в руската царска хазна. Освен това тя реформира данъчната система, която прави възможно увеличаването на размера на годишните приходи в хазната (повече от два пъти за две години) от 45 527 рубли през 1722 г. до 114 495 рубли през 1724 г. По-голямата част от събраните средства са изнесени от Хетманството в Москва и Санкт Петербург. Като цяло дейността на Малоруската колегия поставя началото на процеса на премахване на автономията на Казашкото хетманство. Опитите на хетман Павло Полуботок и редица висши офицери да противодействат на процеса довеждат до ареста им и затварянето им в Петропавловската крепост (Санкт Петербург).
Образуването на Малоруската колегия било мотивирано от руска страна с оплаквания на малоруските жители срещу местните украински власти и с необходимостта да се вземат мерки, за да не бъде „малоруския народ потискани ни от несправедливи съдилища, ни от старшински данъци“. Напразно хетман Скоропадски се опитвал да промени мнението на на Петър I, че подобна намеса във вътрешното управление на Хетманството противоречи на договорите, тържествено ратифицирани от много московски владетели и от самия Петър I; също толкова напразни били и жалванията по-късно на хетман Полуботка. Едва Петър II възвръща хетманската длъжност с указ от 12 май 1727 г.
След възкачването на Петър II на руския престол политическият курс на колегията бил преразгледан и прекратен за известно време на 12 септември 1727 г. Колегията де юре е ликвидирана, но де факто тя по-скоро е преобразувана и внедрена в хетманската администрация под формата на руски „пълномощни представители на правителството за хетмана“. Длъжността на хетмана на Казашкото хетманство е възстановена и миргородският полковник Данило Апостол е избран за хетман скоро след освобождаването му от ареста в Петропавловската крепост през 1725 г. От 1733 г. някои „пълномощни представители“ действат като хетмани, което води до спиране на изборите за хетман до 1750 г. и въвеждане на временна администрация на хетманското правителство. В действителност цялото управление било в ръцете на главнокомандващия на руските въоръжени сили в Малорусия (т. е. територията на Хетманството).

## Втора малоруска колегия
През 1764 г. Екатерина II ликвидира хетманската власт и възстановява Малоруската колегия в Глухов на същото основание, като предишното. Новата Малоруска колегия се състояла от 4 руснака и 4 казака (украинеца) под председателството на генерал-губернатора граф Румянцев. През 1786 г. автономията на Казашкото хетманство е окончателно ликвидирана и то е анектирано от Руската империя. Поради това, Малоруската колегия вече била ненужна и премахната.
Архивът на колегията е пренесен в крач на XVIII век в Чернигов, където силно пострадва поради небрежно съхранение. През 1880 г. архивът е предаден за научни разработки на Харковския университет.

## Виж също
- Хетман на Запорожката войска
- Казашко хетманство